# Serokomla
Serokomla è un comune rurale polacco del distretto di Łuków, nel voivodato di Lublino.
Ricopre una superficie di 77,23 km² e nel 2006 contava 4 157 abitanti.